# Abdel-Hafiz Ghoga
ʿAbd al-Ḥafīẓ ʿAbd al-Qādir Ghōqa o più semplicemente ʿAbd al-Hafiz Ghoqa, traslitterato a volte Abdel-Hafiz Ghoga (in arabo عبد الحفيظ عبد اﻟﻘﺎﺩﺭ غوقة‎?; ...) è un politico e avvocato libico, specializzato nelle tematiche attinenti ai diritti umani.

## Biografia
Avvocato tra i più importanti presenti a Tripoli, durante il regime di Gheddafi rappresentò la parte lesa nel processo riguardante il massacro nel carcere Abu Salim perpetrato nel 1996.
Il 27 febbraio 2011 è stato prescelto come portavoce del Consiglio nazionale di transizione libico, organizzazione il cui obiettivo è, a suo dire, quello «di dare un volto politico (...) alla rivoluzione».
Il 20 marzo 2011 ʿAbd al-Ḥafīẓ Ghōqa ha criticato il Segretario Generale della Lega Araba, ʿAmr Mūsā, che sembrava smarcarsi dal progetto d'intervento militare adottato dallo schieramento occidentale in Libia. Per ʿAbd al-Ḥafīẓ Ghōga l'intervento militare sotto mandato dell'ONU doveva continuare "per impedire lo sterminio del popolo libico condotto da Muʿammar Gheddafi".
Dopo la morte di Gheddafi, è diventato vicepresidente della Repubblica di Libia.